# Dominus (gruppo musicale)
I Dominus sono stati una band heavy metal danese nata nel 1991 e scioltasi nel 2001 dopo la pubblicazione di quattro album. Musicalmente hanno sempre variato di album in album, partendo dal death metal con influenze black metal degli inizi fino al thrash metal di Godfallos.
Dopo il loro scioglimento Poulsen e Gottschalk hanno formato una nuova band chiamata Volbeat, dal nome del terzo album della band.

## Formazione

### Ultima line-up
- Michael Poulsen - voce, chitarra
- Jens Peter Storm - chitarra
- Franz "Hellboss" Gottschalk - basso
- Brian Andersen - batteria

### Altri componenti
- Mads Hansen - chitarra
- Keld Buchhard - chitarra
- Jesper Olsen - basso
- Anders Nielsen - basso
- Jess Larsen - batteria
- Lars Hald - batteria

## Discografia

### Album in studio
- 1996 - View to the Dim
- 1996 - The First 9
- 1997 - Vol.Beat
- 2000 - Godfallos

### Demo
- 1992 - Ambrosias Locus
- 1993 - Astaroth

### Singoli
- 1993 - Sidereal Path of Colours